# کاخ الماو

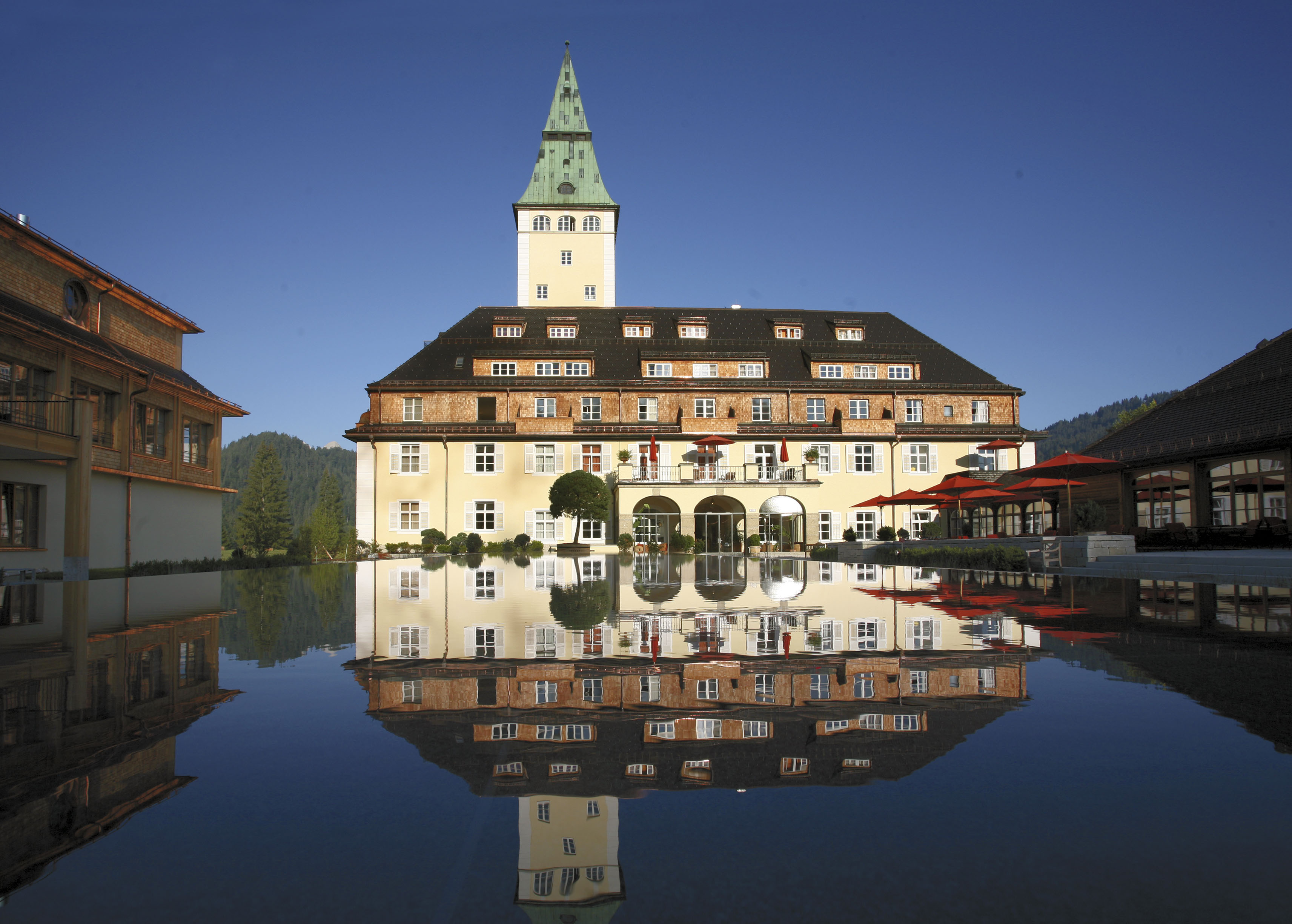
نمای مقابل هتل

کاخ الماو (آلمانی: Schloss Elmau) هتلی پنج ستاره، لوکس و پرتجمل است که در کوهپایه کوه وترشتاین در منطقه‌های طبیعی حفاظت شده آلمان واقع در محدوده کرون قرار دارد. بنا در ابتدای ساخت در سال ۱۹۱۶ میلادی به عنوان یک تالار هنری مورد استفاده بود. هتل کاخ الماو دارای ۱۲۳ اتاق و سوئیت، تالار موسیقی و کنسرت و رستوران‌های متنوع است. این هتل همچنین محلی برای میزبانی بسیاری از همایش‌ها و ملاقات‌های بین‌المللی بوده است.